# رنزو روسی
رنزو روسی (انگلیسی: Renzo Rossi؛ زادهٔ ۲۳ ژانویهٔ ۱۹۵۱) بازیکن فوتبال اهل ایتالیا است.
از باشگاه‌هایی که در آن بازی کرده‌است می‌توان به باشگاه فوتبال اینتر میلان، باشگاه فوتبال کومو، و باشگاه ورزشی لاتزیو اشاره کرد.